# Sebastian Gutknecht
Sebastian Gutknecht (* 1974 in Köln) ist ein deutscher Jurist. Er ist seit Juni 2021 Direktor der Bundeszentrale für Kinder- und Jugendmedienschutz.

## Leben
Sebastian Gutknecht studierte Jura in seiner Heimatstadt Köln und in Siena. 2005 absolvierte er sein zweites Staatsexamen und wurde als Rechtsreferent bei der Arbeitsgemeinschaft Kinder- und Jugendschutz des Landes Nordrhein-Westfalen eingestellt. Seit 2008 vertrat Sebastian Gutknecht die Obersten Landesjugendschutzbehörden bei der Kommission für Jugendmedienschutz. Er war von 2012 bis Juni 2021 Geschäftsführer bei der Arbeitsgemeinschaft Kinder- und Jugendschutz für NRW. Im Juni 2021 trat er das Amt als Direktor der neuen Bundeszentrale für Kinder- und Jugendmedienschutz an.
Gutknecht veröffentlichte zahlreiche Fachbeiträge zum gesetzlichen Jugendmedienschutz. Er lebt in Köln und ist Vater von drei Kindern.